# پیلا (مینه‌سوتا)
پیلا (به انگلیسی: Peyla) یک منطقهٔ مسکونی در ایالات متحده آمریکا است که در ناحیه ورمیلیون لیک، شهرستان سنت لوئیس، مینه‌سوتا واقع شده‌است. پیلا ۱۰ نفر جمعیت دارد و ۴۴۷٫۱۵ متر بالاتر از سطح دریا واقع شده‌است.